# Айдар хан
Айдар или Айдар хан (тат. Айдар хан, Aydar xan, чув. Айтар; VIII век — 865) — четвертый правитель Волжской Булгарии, сын Тукыя.
Во время правления Айдара хана ислам пришел в Волжскую Булгарию. После смерти Айдара Шилки (Шилкка) в 865 году занял булгарский престол.